# Партений II Константинополски
Партений II Константинополски (на гръцки: Παρθένιος Β΄) e православен духовник и вселенски патриарх. 

## Биография
Родом от Янина, както предшественика си Партений I. Янински митрополит, след което от 1639 година и одрински на мястото на земляка си Партений, който става вселенски патриарх. От 1644 година е вселенски патриарх.
Като патриарх поддържа добри отношения с последователите на Кирил Лукарис и в частност с Теофилос Коридалеус. Избран е за патриарх с подкрепата на молдовския владетел Василий Лупу. Въпреки това и с цел да привлече на своя страна лукаристите, обявява антиуниатски политически курс. Независимо от това, гъркоманите успяват да го детронират и през 1646 г. заминава за Яш, където пребивава под опеката на Лупу. Остава в Яш близо две години и отново на 29 октомври 1648 г. е избран за вселенски патриарх. През втория си мандат следва откровено политика на преследване на скритите калвинисти и последователи на Лукарис в Константинопол. Става жертва на интрига, след като е обвинен че съдейства на йезуитите за сключването на съюз между владетелите на Влашко и Молдова с Руското царство, който бил насочен срещу султан Мехмед IV. На 16 май 1651 г. е удушен и хвърлен в Босфора. Мощите му се съхраняват в манастира Камариотиса в Халки.